# Marjan Štrukelj
Marjan Štrukelj (* 24. September 1964 in Nova Gorica, Jugoslawien) ist ein ehemaliger slowenischer Kanute.
Seinen ersten großen Erfolg feierte der für den Verein KK Soške Elektrarne startende Štrukelj mit dem Gewinn der Bronzemedaille bei den Kanuslalom-Weltmeisterschaften 1987 in Bourg-Saint-Maurice im Einer-Kajak. Vier Jahre später gewann er bei den Kanuslalom-Weltmeisterschaften 1991 in Tacen für Slowenien im Einer-Kajak die Silbermedaille. Bei den Olympischen Sommerspielen 1992 in Barcelona erreichte er im Einer-Kajak Platz sechs. Seinen letzten großen Erfolg erzielte er bei den Kanuslalom-Weltmeisterschaften 1995 in Nottingham, bei der er im Einer-Kajak-Teamwettbewerb die Silbermedaille gewann.